# Rhyssemus canaliculatus
Rhyssemus canaliculatus är en skalbaggsart som beskrevs av Clement 1969. Rhyssemus canaliculatus ingår i släktet Rhyssemus och familjen Aphodiidae. Inga underarter finns listade i Catalogue of Life.